# José Castillejo
José Castillejo (1877-1945) est un juriste et pédagogue espagnol.

## Biographie
Auteur d’une thèse sur le système pédagogique anglais, il fut professeur de droit romain à l’Université de Madrid, il a aussi enseigné à la Institución Libre de Enseñanza de Madrid, un établissement qui cessa son activité à la fin des années 1930 après avoir accueilli des hommes tels que Herbert George Wells ou John Dewey. 
Il fut secrétaire de la Junta par la Ampliacion de Estudios e investigaciones Cientificas, chargée de créer des laboratoires et des centres de recherche ainsi que d’attribuer des bourses pour étudier à l’étranger. À la fin des années 1920, il fut membre de la  Commission Internationale de Coopération Intellectuelle de la SDN. Il a travaillé de 1934 à 1936 à la Fundacion Nacional de Investigacion y Reformas Experimentales créée par le gouvernement républicain pour lui fournir une expertise dans le domaine économique. 
En exil après 1936, en Suisse et en Angleterre, il travaillera à l’université de Liverpool et à la BBC. En 1938, il participe à une réunion d’économistes et d’intellectuels libéraux : le Colloque Walter Lippmann. Il était marié à Irène Claremont, une psychanalyste jungienne.

## Œuvres
- La Educación en Inglaterra, Madrid: Ediciones de La Lectura, 1919. Reimpreso con el título La educación en Inglaterra: sus ideales, su historia y su organización nacional Madrid: La Lectura, 1930. Refactura de su tesis doctoral.
- Historia del derecho Romano: Política, doctrinas, legislación y administración, Madrid: Librería general de Victoriano Suárez, 1935. Reimpreso en Madrid: Dykinson, 2004.
- La forma contractual en el derecho de sucesiones. Memoria premiada por el claustro de profesores de la Facultad de derecho de la Universidad central en el concurso abierto para honrar la memoria de Don Augusto Comas, Impr. de los hijos de M. G. Hernández, 1902.
- Las universidades, la enseñanza superior y las profesiones en Inglaterra, Madrid: Museo Pedagógico Nacional, 1919
- Guerra de ideas en España: Filosofía, política y educación Madrid: Ediciones de la Revista de Occidente, 1976. Publicada primero en inglés.
- La paz germánica nazi: Tres conferencias radiadas por José Castillejo, s.n., 1943.
- Mensaje a las juventudes: tres conferencias radiadas por el profesor José Castillejo
- El Estado, la educación y los obreros: Tres conferencias radiadas de José Castillejo, 1943.
- Democracias y dictaduras: Siete conferencias radiadas de José Castillejo, 1942.
- Democracias destronadas. Un estudio estudio a la luz de la revolución española, 1923-1939 (2008)
- Cincuenta pleitos de divorcio y jurisprudencia del Tribunal Supremo: 1933-1934, Madrid: Sucesores de Rivadeneyra, 1934
- La transformación económica de Inglaterra: tres conferencias radiadas de José Castillejo, 1842
- Ejercicios y casos de Derecho Romano, 1930.
- Epistolario editado por su hijo David Castillejo Claremont en tres volúmenes: Los intelectuales reformadores de España: I- Un puente hacia Europa (1896-1909); II- El espíritu de una época (1910-12) y III- Fatalidad y Porvenir (1913-1937). Epílogo, 1945-1998''; Madrid, Castalia, 1997-1999.